# Mesopotamia armena
La Mesopotamia armena era una regione situata nella Mesopotamia, una volta facente parte del Regno di Armenia sotto Tigrane il Grande. L'impero sasanide strenuamente l'attaccò con le sue forze armate nella speranza di riconquistarla e con essa anche la regione dell'Atrpatakan.